# Famille de Tournebulle
 (mai 2025).
Si vous disposez d'ouvrages ou d'articles de référence ou si vous connaissez des sites web de qualité traitant du thème abordé ici, merci de compléter l'article en donnant les références utiles à sa vérifiabilité et en les liant à la section « Notes et références ».
 (mai 2025).
La Famille de Tournebulle, originaire du comté de Champagne, est issue de la branche française du Clan Turnbull (en) écossais.

## Origines
Au début du XVe siècle, la France est toujours en guerre contre l'Angleterre, Charles VII invoque alors l'Auld Alliance afin de renforcer la présence des soldats écossais dans son armée. Il forme alors la garde écossaise, un corps militaire d'élite attaché à sa sécurité. Ces troupes participèrent à de nombreuses batailles et permirent de mettre fin à la Guerre de Cent Ans. En reconnaissance de leurs engagements, des nobles écossais reçurent des titres,  des terres et de nombreux privilèges. Lorsque Louis XI fut couronné, il conserva et renforça la Compagnie des Gardes Écossais. Il permit la naturalisation de ces soldats alliés, en reconnaissance de leur loyauté. Parmi les 100 « archers de la garde du roi », William Turnbull fut naturalisé français le 8 mars 1474 à Paris. Il prit le nom de Guillaume Tournebulle. Il s'installa en Champagne avec sa descendance, tout en continuant comme ses fils à servir le Roi de France.

## Généalogie

### Branche de Saint-Lumier
- Guillaume Tournebulle (William Turnbull), archer de la garde du Roi, épouse une dame de Magis, dont.
  - Jean de Tournebulle, qui suit.
  - Henri de Tournebulle, époux de Barbe Le Lionnet, dont.
    - Jean de Tournebulle, la branche d'Heiltz-le-Maurupt.
    - Wautrin de Tournebulle, époux de Claude de Rose, dont une fille Bernarde, épouse de Louis de Lescamoussier.

- Jean de Tournebulle (vers 1490-1535), écuyer, seigneur de Saint-Lumier, époux de Jeanne de Certain
  - Christophe de Tournebulle, épouse de Guillaume d'Oriocourt, écuyer, seigneur d'Aulnois
  - Georges de Tournebulle, qui suit.
  - Renée de Tournebulle X Hugues Dubois dont un fils Jean

- Georges de Tournebulle, écuyer, seigneur de Saint-Lumier, époux de Claude d'Oriocourt, dame de Possesse et de Maison-Vigny.
  - Nicolas de Tournebulle, époux de Claude de La Baume.
    - Énéas de Tournebulle, qui suit.

- Énéas de Tournebulle, écuyer, seigneur de Saint-Lumier, de Possesse, épouse en 1622 Nicole de Comitin (ca 1603-1685), dont.
  - Louis de Tournebulle, qui suit.
  - Marie de Tournebulle (1630-), épouse en 1657 Jean Philippe Cardon de Vidampierre, seigneur de Vandeléville.

- Louis de Tournebulle (1623-1679), chevalier, seigneur de Saint-Lumier, de Scrupt, de Possesse, de Maison-Vigny et de Sainte-Livière en partie, épouse en 1655 Edmée de Comitin (ca 1631-1693), dont
  - Louis François de Tournebulle, qui suit.
  - Suzanne de Tournebulle (-1684).

- Louis François de Tournebulle (ap 1655-), seigneur de Saint-Lumier, épouse en 1681 Marguerite Deu, dont.
  - Louis Antoine François de Tournebulle (1687-1709), sire de Bussemont.
  - Marie Marguerite de Tournebulle (1692-1750), demoiselle de Saint-Lumier qui épouse en 1713 Philibert Durand d'Auxy (1684-1759), chevalier, seigneur d'Auxy.
  - Marianne de Tournebulle (1697-1731), dame de Bussemont, épouse en 1722 Jean-François Henri de Wignacourt (1689-1761), chevalier, comte de Morimont et seigneur de Vauchesses.

### Branche d'Heiltz-le-Maurupt
- Jean de Tournebulle (-1566), maréchal de logis du Duc de Lorraine, seigneur en partie d'Alliancelles et d'Heiltz-le-Maurupt. Il épouse Anne de Bigney, dont.
  - Hector de Tournebulle, décédé en 1589 au cours du siège de Château-Renault, probablement sans descendance.
  - Nicolas de Tournebulle, qui suit.
  - Anne de Tournebulle, épouse de Jean Grigny Laurent.
  - Catherine de Tournebulle, épouse de Edmé de Joisel, dont au moins deux fils.

- Nicolas de Tournebulle, homme d'armes du Duc d'Uzes, seigneur d'Heiltz-le-Maurupt et de Cloyes, dont.
- avec Jeanne de Méry
  - Catherine de Tournebulle, qui épouse Louis de Montangon, Valentin de Bezannes puis Georges de Tournebulle, seigneur de Scrupt, dont au moins un fils.
- avec Anne de Gibraleon
  - Énéas de Tournebulle, qui suit.
  - Catherine de Tournebulle, qui épouse Georges Guerre puis Jacques de Clermont d'Amboise, Baron.
  - Elisabeth de Tournebulle, qui épouse en 1596, Nicolas du Tret, seigneur de Brousseval.

- Énéas de Tournebulle (-1627), seigneur d'Heiltz-le-Maurupt et de Cloyes, dont.
- avec Jeanne de Baccancourt, dame de Bussy.
  - Nicolas de Tournebulle, colonel de cavalerie qui quit.
  - Suzanne de Tournebulle, épouse de Gratien de Bauvière, seigneur de Minecourt.
  - Marguerite de Tournebulle, religieuse à Benoite-Vaux.
- avec Jeanne de Mutigny, dame de Minecourt, probablement pas d'enfant.

- Nicolas de Tournebulle, seigneur de Bussy, d'Alliancelles, d'Heiltz-le-Maurupt et de Brousseval. Il épouse en 1620, Claude de Nettancourt, fille de Georges de Nettancourt, seigneur de Bettancourt, Vroil, Guerpont, dont.
  - Jean-Philippe de Tournebulle, qui suit.
  - Antoinettte de Tournebulle.
  - Agnès de Tournebulle, religieuse.
  - Claude de Tournebulle, religieuse.

- Jean Philippe de Tournebulle, seigneur d'Heiltz-le-Maurupt, de Bussy, de Villers-le-Sec et d'Alliancelles. Il épouse en 1652, Jeanne de Nettancourt, dont.
  - Félix de Tournebulle, mort en 1667 au Siège de Candie.
  - Charles Henri de Tournebulle, qui suit.
  - Antoinette de Tournebulle, qui épouse en 1680, Charles Nicolas Anne de Bressey, seigneur de Manoncourt.
  - Françoise de Tournebulle, qui épouse en 1681, Frédéric Nicolas Hyacinthe du Hautoy, seigneur de Nubécourt.

- Charles Henri de Tournebulle, seigneur de Bussy. Il épouse en 1679, Marie Anne de Pons, dont.
  - Nicolas de Tournebulle (1682-1753),  qui suit.

- Nicolas de Tournebulle, chevalier, seigneur de Bussy. Il épouse en 1706, Marie Anne Ledoux (1674-), dont.
  - Marie Anne de Tournebulle (1707-1707).
  - Charles Henri de Tournebulle (1708-1749), qui suit.

- Charles Henri de Tournebulle, capitaine d'infanterie. Il épouse en 1747, Marie Françoise Henriette de Thomassin (1721-1804).